# Großsporiger Gallertbecher
Der Großsporige Gallertbecher (Ascocoryne cylichnium) ist ein weitgehend saprophytischer Rindenpilz aus der Familie der Gelatinodiscaceae aus der Ordnung der Helotiales.

## Merkmale

### Makroskopische Merkmale
Der Großsporige Gallertbecher bildet kreisel- bis schalenförmige Apothecien, die eine gallertige Konsistenz aufweisen und lila bis blass-fleischrot gefärbt sind. Sie erreichen einen Durchmesser von 5 bis 20 mm. Sie sind deutlich gestielt und wachsen oft zu mehreren in Büscheln zusammen.

### Mikroskopische Merkmale
Die zylindrisch bis keulig geformten Schläuche werden 140 bis 190 × 4,5 bis 6,5 µm groß. Die darin enthaltenen Sporen sind in zwei Reihen angeordnet.
Die Sporen selbst sind hyalin, lang sichelförmig, glatt und werden 10 bis 18 × 3 bis 5 μm groß. Sie besitzen fünf bis sieben Septen. An den Seiten werden oft Nebensporen abgeschnürt, die klein und ovalgeformt sind. Die Paraphysen sind fadenförmig, unverzweigt und an der Spitze knotenförmig verdickt.

### Artabgrenzung
Der Fleischrote Gallertbecher (Ascocoryne sarcoides) ist der makroskopisch kaum unterscheidbare Doppelgänger des Großsporigen Gallertbechers. Dieser besitzt aber eine oft gleichzeitig erscheinende Nebenfruchtform. Eine sichere Unterscheidung ist mikroskopisch möglich, da die Sporen des Großsporigen Gallertbechers bis zu sieben Septen aufweisen, die des Fleischroten Gallertbechers aber höchstens drei. Ein seltener Doppelgänger ist der Torfmoos-Gallertbecher (A. turficola), der zwischen Torfmoosen wächst. Er ist blass-fleischrot gefärbt, hat aber eine grünlich gefärbte Fruchtschicht.

## Ökologie
Die Art wächst überwiegend saprobiontisch meist in Gruppen an totem Laubholz, mit Vorliebe an vermoosten Stümpfen, meist Buche. Er tritt erst im Herbst und milden Wintern, manchmal noch im zeitigen Frühjahr auf. Er ist recht häufig.

## Verbreitung
Der Großsporige Gallertbecher hat eine sehr weite Verbreitung in Europa vom nördlichen Spanien bis ins nördliche Skandinavien und Island. In Nordamerika kommt er von den großen Seen bis zum Sankt-Lorenz-Strom vor. Die Art tritt aber auch in Neuseeland und Japan auf. In Mitteleuropa ist er recht häufig.

## Systematik
Der Großsporige Gallertbecher wurde 1853 von Edmond Tulasne als Peziza cylichnium erstbeschrieben. Richard Paul Korf beschrieb 1971 die Art unter dem heute gültigen Namen Ascocoryne cylichnium.